# 突撃!隣の晩ごはん
突撃!隣の晩ごはん（とつげき!となりのばんごはん）とは、1985年から2011年まで日本テレビで、2016年よりBS日テレで放送されているヨネスケ出演のコーナー及びテレビ番組である。

## 概要
1985年に朝のワイドショー番組『ルックルックこんにちは』で始まり、番組終了後も別番組で放送が続く名物コーナーである。『ザ!情報ツウ』、夕方の報道番組『NNN Newsリアルタイム』、お昼の『おもいッきりDON!』を経て2010年4月より『DON!』内で約1年間放送され、2011年4月からは系列にて「突撃!隣の晩ごはん傑作選」という30分の単独番組として、『DON!』内で放送していた中から2本放送している（日本テレビでは未放映）。番外編として『進め!電波少年』の特別版『電波少年INTERNATIONAL』でヨネスケが海外の一般家庭を訪問する企画も行われた。
ヨネスケが全国各地を訪れ、夕食（晩ごはん）の時間帯に何の予告もなくその町の一般家庭を訪ね、夕食の様子を撮影する。夕食の支度中や夕食が済んだ後でも、夕食に何を食べる（食べた）かを紹介する。夕食を撮影された家庭はその日の夕食のおかずからおすすめ料理を1品紹介するとともに、ヨネスケが次に訪れる家庭を紹介し、1回のロケーションでおおむね2、3軒の家を訪ねる。ルックルックが終了する2001年までの16年間で2404軒の家庭を取材した（ザ!情報ツウ時代も含めると2804軒）。ナレーションもヨネスケ自身が行う（NNN Newsリアルタイム時代のみ屋良有作が担当していた）。
ロケーションの際にヨネスケが持つコーナー名入りの巨大なしゃもじがトレードマークとなっている。
取材した家には、謝礼として粗品(トイレットペーパー等)をプレゼントし、ヨネスケが食事を少しもらって食べる。

## 放送番組の変遷
- 1985年 - 2001年3月：ルックルックこんにちは

『突撃!隣の晩ごはん』（第1期）として毎週木曜日に放送。
- 2002年4月 - 2006年3月：ザ!情報ツウ

『帰ってきた!突撃!隣の晩ごはん』として毎週金曜日に放送。
- 2006年6月23日 - 2009年3月26日：NNN Newsリアルタイム

『突撃リアル!隣の晩ごはん』として18時台の『リアル特集』内でおおむね月2回放送。この間は基本的に関東ローカルでの放送で、稀に中京テレビでも放送されるという体制となったため、取材先も関東・中京エリア限定となっていた。また、ナレーションもこの間は屋良有作が担当。
- 2009年4月27日 - 2010年3月15日：おもいッきりDON!

『突撃DON!隣の晩ごはん』として毎月最終月曜日に放送。2009年10月5日からは「突撃!隣の晩ごはん」として隔週月曜日に放送していた。
- 2010年4月7日 - 2011年3月23日：DON!

『突撃!隣の晩ごはん』（第2期）として隔週水曜日に放送。
- 2011年1月14日：金曜スーパープライム

『2011新春突撃!隣のスタアの晩ごはん』と題し、ゴールデンタイム枠に単発放送。この回は特別編として、ヨネスケ以外にもタレントレポーター（嶋大輔、石川梨華など）が有名人（朝青龍、具志堅用高など）の家におじゃまし、晩ご飯をレポートした。
- 2011年4月 - ：単独番組（30分）

『突撃!隣の晩ごはん傑作選』として、系列局にて、土曜または日曜に番販ネットで不定期放送（日本テレビでは未放映）。
- 2014年2月10日 - ：単独番組（6分）

『突撃!隣の昼ごはん』は突撃!隣の晩ごはんの昼ごはん版としてBS日テレで毎週月曜19:54 - 20:00に放送。
- 2016年10月3日 - 2017年9月29日：真麻のドドンパッ!

『突撃!隣の晩ごはん』（第3期）を毎週月曜日に放送。ヨネスケは上記番組の月曜日レギュラーとして出演する（BS日テレ）。

## 突撃!隣の昼ごはん
2014年2月10日にBS日テレでスタートしたミニ番組。サントリーの一社提供。
ヨネスケが毎週あなたのお宅におじゃまし、昼ごはんをリポート。さらに、昼ごはんと同時にサントリーの製品を説明。（抹茶入り伊右衛門、伊右衛門特茶、胡麻麦茶）
スタッフ
- ナレーション：古川登志夫
- 制作協力：AXON
- 制作著作：BS日テレ

放送時間
- 月曜日 19:54 - 20:00（歌謡プレミアムSPありの場合 月曜日 18:54 - 19:00）

## エピソード
基本的に事前の連絡もなく見ず知らずの家に突然訪問する「元祖アポなしロケ」であったため多くのハプニングがあったという。
- アポなしロケでいくきっかけは、第1回の放送時に予め新宿の「戸山ハイツ」という団地の老夫婦の家にアポを取った上で訪問したが、老夫婦が「いらっしゃいませ」と三つ指を付いて迎えた上、その食卓には普段食べているとは思えない豪華な料理が並んでいた事からである。結局その放送はボツになった[4]。
- 暴力団組長の自宅とは知らずに訪問してしまったこともあったという。「いつ放送だ?」と組長は放送を楽しみにしていたがボツになった[4]。
- 高級住宅地の 田園調布でロケを行った際には、36軒訪ねたがことごとく取材拒否され、結局一軒の夕食も取材できなかったという[4]。『ぐるぐるナインティナイン』内では「36件連続取材拒否、警察が出動した」と紹介された。
- 食べた物がまずかったときは「なかなかですね」という表現を使うという。
- 『ルックルックこんにちは』・『ザ!情報ツウ』の後継番組である『スッキリ!!』の2012年1月13日放送の「クイズッス」にて、「株式会社 韓国人蔘公社ジャパン 設立記念パーティー」の取材VTRで、来場していたヨネスケが「隣の晩ごはん復活させて下さいよ。いい視聴率とりますよ。」とアピールした。 さらに「スッキリ!!」司会のテリー伊藤が「ヨネスケさんと一緒に突撃しました、木更津で。」と言った。
- 草野仁の自宅を訪問したことがある。草野自身は帰宅しておらず妻が出迎え、そののち草野がドアを開けた瞬間にヨネスケがいて草野がのけぞる様子が映された。（天井からの構図だったのであらかじめカメラを仕込んだ模様。）夕食の場面ではおしゃれなカットグラスが並べられ、くつろいだ様子で団欒していた。
- 2018年4月25日 の1周回って知らない話の「今どきの若者が知らない平成7年調査」で平成7年に『ルックルックこんにちは』で名物企画になった「隣の晩ごはん」を『一周回って検証 今「隣の晩ごはん」をやってみたら？』という企画。若者代表の池田美優と渡辺裕太がリポートを挑戦した。ヨネスケは助っ人として後から登場して二人にやり方を教え、それをもとに次の家へ突撃するという内容。家族団欒が少なくなりつつある今もヨネスケならば今も昔も突撃できるという結果だった。

## 関連書籍
- ヨネスケの突撃!隣の晩ごはん（桂米助〈ヨネスケ〉著、1993年、NTT出版）ISBN 9784871882231
- ごはん（ヨネスケ著、2001年、講談社）ISBN 9784062108133

## 類似企画
テレビ朝日の朝の情報番組『やじうまテレビ!』において、2012年4月から9月まで木曜の7:48頃にヨネスケが一般家庭の朝食時の家庭をアポ無し訪問する企画として「ヨネスケのいただき朝ごはん」が放送されていた。

## パロディ
コーナーの趣旨がシンプルかつ分かりやすいものであるため、系列局の内外や漫画・アニメなどを問わずさまざまなパロディ企画が行われている。
- 系列局福岡放送の『めんたいワイド』でも、安田栗之助をリポーターに据え同様のコーナーが放送されていた[6]。
- 系列局くまもと県民テレビの『テレビタミン』で水曜17時台に放送されている特集企画「水曜スイッチ」のコーナーにおいて、「突撃!世界の晩ごはん」と題して、熊本県内在住の外国人夫婦宅にリポーターのMEGがコーナーのタイトルロゴが書かれた巨大スプーンを持って訪問し、出身国で食される料理を披露する企画が不定期で放送されている。
- 日本テレビ系で放送されている『ズームイン!!サタデー』の「プロ野球熱ケツ情報」コーナーにおいて、宮本和知が「突撃!キャンプの昼ごはん」と題して読売ジャイアンツのキャンプの昼食風景をリポートした。その際、おなじみのしゃもじまで用意されていた。
- フジテレビの『金曜エンタテイメント』で1998年に放送された2時間ドラマ「大家族デカ2 大変だ!うちにヨネスケが来るゾ!!貯金はたいてステーキ肉13枚買った南一家の前に現れたのは…頑固一徹教頭先生と死体ひとつ!?」では、サブタイトルにもあるとおりヨネスケが本人役で主人公の家の夕食に、巨大しゃもじを持って取材に訪れるという当番組のパロディが行われたが、しゃもじにも書かれてある劇中の番組名は「ヨネスケのくいしん坊!万才」であった。
- MBS・TBS系列で放送された『世界バリバリ★バリュー』でも「突撃!セレブの晩ごはん」と題してほぼ同様の企画を行っており、ヨネスケ本人も出演していた（リポーターはヨネスケではないときもあった）。
- MBSが関西ローカルで土曜日の午前から午後にかけて放送中の情報番組『せやねん!』では、「隣の晩ごはん」とコンセプトが似た趣旨の企画で、お笑いコンビの千鳥が関西各地の街を散歩して地元住民にアポなしで昼食のおかずを貰って、それを弁当にするという「特選!千鳥弁当〜ちょっとちょ〜だい〜」というコーナーがあった。
- TBS系列で放送された『悪魔の契約にサイン』も「突撃!隣の盗聴器」と題して住宅街などで盗聴器を見つけ犯人を捜していた。ヨネスケ本人も出演、捜索にあたった。
- CBC・TBS系列で放送されたアニメ『星のカービィ』で架空のテレビ局「チャンネルDDD（デーデーデー）」の番組として放送されていた。タイトルは「直撃!晩ごはん」（2002年11月30日放送、第59話『最強番組、直撃!晩ごはん』より）。
- 『BSスカパー!開局記念34時間元気TV』にて、ヨネスケがBSアンテナを片手に「突撃!隣のBSアンテナ」というコーナーを行った。
- 日本テレビの『スッキリ!!』は不定期でパロディ企画を行っており、2012年1月31日放送分では、「突撃!隣の餅ごはん」として、東京都内のお宅で正月に余った餅を使った料理を紹介してもらう企画を行った。2012年5月16日放送分でも、「突撃!隣のおべんとう」として、弁当を見せてもらう企画を行った。2012年6月12日放送分では「突撃!隣のカビチェック」として、家庭内にカビを調査する企画を行った。
- 日本テレビの『笑点』の大喜利では、春風亭昇太が回答者時代に「ヨネスケが突然やってきて晩御飯を全部食べていった。」等と隣の晩ごはんのネタをすることがあった（なお、昇太とヨネスケは同じ落語芸術協会所属である）。
- テレビ朝日系のアニメ『クレヨンしんちゃん』2014年6月6日放送分で「突然!となりの昼ごはんだゾ」という話があった。しんちゃんが本家同様しゃもじを持って友達（風間くん、ネネちゃん、マサオくん）の家に行った。
- TBSの『水曜日のダウンタウン』2015年2月18日放送分で「さすがのヨネスケでもカメラなしでは晩ごはん食べさせてもらえない」説という企画が行われた。プライベートを装い4時間かけて52軒を訪問するも食べさせてくれる家庭は0件であった。
- 日本テレビ系列で2019年4月20日に放送された『ズームイン!!サタデー』で、「突撃!隣の○○テント」というコーナーを行った。
- 2020年1月1日に『きららファンタジア』の期間限定イベント『年末年始特番！お正月だよエトワリア』の後半イベントに、「突撃！　昼から晩ごはん　その1/その2」というシナリオが9節/10節に追加された。
- 漫画『まちカドまぞく』では、相手の夢の中に潜入できる「夢見鏡」という本家のしゃもじに類似するアイテムが登場。「突撃!隣の夢ドリーム」の表記があり、シャミ子がしゃもじを連想したため、リリスに「なぜ、これがしゃもじに見えるのだ？」と突っ込まれる。
- TBSの『水曜日のダウンタウン』2022年10月25日放送分で「突撃!隣の冷蔵庫」という一般家庭にアポなしで訪問して冷蔵庫の中身を全て食べつくす企画を放送。大食い芸人チームと料理芸人チームとフードファイターチームの3チームに分かれて、集合住宅→一軒家→町で声掛けるの流れて先に3軒の冷蔵庫の中身を全て食べ尽くしたチームの勝利という企画で、フードファイターチームが勝利した。ちなみにこの企画では落語家の三遊亭歌武蔵宅にも訪問した。[7]